# Me dejé llevar
Me dejé llevar es el álbum de estudio debut del cantante mexicano Christian Nodal, lanzado como descarga digital y streaming el 25 de agosto de 2017.

## Lista de canciones
Créditos adaptados de Apple Music.

| CD    |                                         |                                      |          |  |
| N.º   | Título                                  | Escritor(es)                         | Duración |  |
| 1.    | «Adiós amor»                            | Salvador Garza                       | 3:19     |  |
| 2.    | «Probablemente»                         | Christian Nodal                      | 3:55     |  |
| 3.    | «Te voy a olvidar»                      | Adriel Favela                        | 2:57     |  |
| 4.    | «Eres»                                  | Christian Nodal                      | 3:12     |  |
| 5.    | «Me dejé llevar»                        | Christian Nodal                      | 3:01     |  |
| 6.    | «Te fallé»                              | Christian Nodal                      | 3:51     |  |
| 7.    | «Vas a querer regresar»                 | Cuitla Vega                          | 3:10     |  |
| 8.    | «Ojalá»                                 | Christian Nodal                      | 3:14     |  |
| 9.    | «Yo no sé mañana»                       | Jorge Luis Piloto · Jorge Villamizar | 3:26     |  |
| 10.   | «Se me olvidaba»                        | Luis Gonzalo Lomelí                  | 3:03     |  |
| 11.   | «Es mentira»                            | Christian Nodal                      | 2:52     |  |
| 12.   | «Probablemente» (con David Bisbal)      | Christian Nodal                      | 3:53     |  |
| 13.   | «La venia bendita» (con Benito Camacho) | Marco Antonio Solís                  | 3:01     |  |
| 42:52 |                                         |                                      |          |  |

| DVD   |                                                      |          |  |
| N.º   | Título                                               | Duración |  |
| 1.    | «Adiós amor» (video musical)                         | 3:22     |  |
| 2.    | «Probablemente» (video musical con David Bisbal)     | 3:13     |  |
| 3.    | «Te voy a olvidar» (video musical)                   | 3:00     |  |
| 4.    | «Eres» (video musical)                               | 3:31     |  |
| 5.    | «Te fallé» (video musical)                           | 4:23     |  |
| 6.    | «Yo no sé mañana» (video musical)                    | 3:28     |  |
| 7.    | «Probablemente» (detrás de cámaras con David Bisbal) | 3:52     |  |
| 8.    | «Yo no se mañana» (detrás de cámaras)                | 3:27     |  |
| 9.    | «Entrevista» (Christian Nodal / David Bisbal)        | 1:11     |  |
| 29:27 |                                                      |          |  |

## Personal
| - Director, productor general y arreglos: Jaime González - Director de voz: Christian Nodal - Ingenieros de grabación mezcla y masterización: Alejandro Ramírez y Héctor Bojórquez - Grabado y mezclado: Estudio Rancho Viejo de Vicente Fernández - Fotografía: Mario Chávez - Diseño: Rodrigo Runio - Masterizado: Álamo estudios | - Percusiones: Gary Flores - Segunda voz y coros: Pepe Soto - Trompeta: Francisco Olivas - Acordeón: Mario Romero - Violines: Luis Fernando Martínez Arreguin, Luis Fernando Martínez Díaz, Oscar Arellano, Oscar Ortega, Daniel Rosales, Armando Arellano y Daniel Arellano Armonías - Guitarra: Alejandro Martínez Arreguin - Guitarrón: Pedro Hernández - Vihuela: Roberto Hernández |

## Posicionamiento en listas
| Estados Unidos | Billboard 200              | 69 |
| Estados Unidos | US Top Latin Albums        | 2  |
| Estados Unidos | US Regional Mexican Albums | 1  |
| México         | Top 20 (AMPROFON)          | 7  |

| Estados Unidos | US Latin Albums            | 31 |
| Estados Unidos | US Regional Mexican Albums | 8  |
| México         | Top 20 (AMPROFON)          | 94 |

## Certificaciones
| País (organismo certificador) | Ventas           | Certificación |
| ----------------------------- | ---------------- | ------------- |
| Costa Rica (IFPI)             | Diamante         | 250, 000      |
| Colombia (ASINCOL)            | Platino          | 20, 000       |
| Ecuador (IFPI)                | Oro              | 5, 000        |
| Estados Unidos (RIAA Latín)   | Diamante         | 800,000       |
| México (AMPROFON)             | 6x Platino + Oro | 400,000       |